# آمالیا پناهوا
آمالیا پناهُوا (ترکی آذربایجانی: Amaliya Əliş qızı Pənahova; ۱۵ ژوئن ۱۹۴۵ – ۸ نوامبر ۲۰۱۸) بازیگر سینما و تئاتر اهل کشور اتحاد جماهیر شوروی سوسیالیستی (جمهوری آذربایجان کنونی) بود.
از فیلم‌ها یا برنامه‌های تلویزیونی که وی در آن نقش داشته‌است می‌توان به بابک اشاره کرد.

## جوایز:
وی برندهٔ جوایزی همچون هنرمند مردمی ارمنستان شوروی شده‌است.